# 星光伴我行
《星光伴我行系列》（英語：Starry Journey Series）是香港亞洲電視於2000年及2001年製作的一個旅遊節目，先後與中國星及東方魅力合作製作。
本節目系列共分為兩輯：第一輯名為《星光伴我行》，共分為45集；第二輯名為《星光伴我行II》。
節目有別於一般以吃喝玩樂為主的旅遊節目，藝員前往世界各地，實地體驗當地的生活，並感受當地文化和地道民生。觀眾可以透過藝員親身的經歷，體驗到世界各地的風土人情，以及對藝員有更深入和真實的了解。
節目推出後獲得好評，也成為亞洲電視其中一個高收視的節目。其後節目概念更被其競爭對手無綫電視參考，推出類似節目《向世界出發》、《走過烽火大地》、《走過浮華大地系列》、《走過足球聖地》、《香港人漂流記》。2013年，配合亞洲小姐競選舉行第25屆，亞視亦推出類似節目《Miss Asia 25th 瑰麗巡迴》。
2011年，本節目被安排在《亞視邁向55周年經典回味》時段內播出。

## 播出時間
第一輯節目於
2000年07月31日至09月29日，逢星期一至五21:35-22:00在亞洲電視本港台播出。
第二輯節目於
2001年08月13日至08月27日，逢星期一至五22:30-23:00在亞洲電視本港台播出。

2001年08月28日至09月28日，逢星期一至五22:45-23:15在亞洲電視本港台播出。

2001年10月21日至10月28日，逢星期日20:05-20:35在亞洲電視本港台播出。

2001年10月29日至11月01日，星期一至四22:41-23:14在亞洲電視本港台播出。

## 主題

### 第一輯
| 回數 | 主題                 | 拍攝地點 | 集數 | 嘉賓主持 / 旁白     |
| ---- | -------------------- | -------- | ---- | ------------------- |
| 1    | 台灣養蚵生活         | 台灣     | 3    | 麥家琪 （嘉賓主持） |
| 2    | 台灣茶園             | 台灣     | 2    | 藍潔瑛 （嘉賓主持） |
| 3    | 日本中國留學生生活   | 日本東京 | 5    | 葛民輝 （嘉賓主持） |
| 4    | 肇慶四會市造紙村     | 中國肇慶 | 3    | 黃德如 （嘉賓主持） |
| 5    | 台灣鹽田的艱苦生活   | 台灣     | 5    | 廖偉雄 （嘉賓主持） |
| 6    | 點點漁火的基隆       | 台灣     | 5    | 廖偉雄 （嘉賓主持） |
| 7    | 福建客家土樓生活     | 中國福建 | 3    | 趙雅芝 （嘉賓主持） |
| 8    | 陝西诖洞教師         | 中國陝西 | 4    | 丁子峻 （嘉賓主持） |
| 9    | 國食北京烤鴨         | 中國北京 | 2    | 李力持 （旁白）     |
| 10   | 水鄉歲月             | 中國     | 3    | 鍾鎮濤 （旁白）     |
| 11   | 泰國出家人的心路歷程 | 泰國     | 3    | 周文健 （嘉賓主持） |
| 12   | 粒粒皆辛苦           | 泰國     | 3    | 葉蘊儀 （嘉賓主持） |
| 13   | 土耳其               | 土耳其   | 5    | 葉童 （嘉賓主持）   |
| 14   | 埃及痫園種植之旅     | 埃及     | 4    | 馮德倫 （嘉賓主持） |

### 第二輯
| 回數 | 播映日期               | 主題           | 拍攝地點 | 集數   | 嘉賓   |
| ---- | ---------------------- | -------------- | -------- | ------ | ------ |
| 01   | 2001.08.13－2001.08.15 | 泉州惠安之旅   | 中國泉州 | 3      | 洪欣   |
| 02   | 2001.08.16－2001.08.21 | 泰國軍訓之旅   | 泰國     | 3.5    | 王合喜 |
| 03   | 2001.08.21－2001.08.27 | 少林寺功夫之旅 | 中國     | 4.5    | 羅家英 |
| 04   | 2001.08.28－2001.09.03 | 日本藝伎之旅   | 日本     | 5      | 周海媚 |
| 05   | 2001.09.04－2001.09.10 | 維也納貴族之旅 | 維也納   | 5      | 朱茵   |
| 06   | 2001.09.13－2001.09.14 | 遊牧民族之旅   | 中國西藏 | 2      | 張敏   |
| 07   | 2001.09.18－2001.09.20 | 微笑行動之旅   | 中國蘭州 | 3      | 張敏   |
| 08   | 2001.09.21－2001.09.24 | 泰拳虎戰之旅   | 泰國     | 2（3） | 張慧儀 |
| 09   | 2001.09.25－2001.09.28 | 西班牙鬥牛之旅 | 西班牙   | 4（5） | 鍾麗緹 |
| 10   | 2001.10.21－2001.10.30 | 台灣採蓮之旅   | 台灣     | 4      | 李惠敏 |
| 11   | 2001.10.31－2001.11.01 | 台灣布袋戲之旅 | 台灣     | 2      | 雷宇揚 |

## 外部連結
- 亞洲電視官方網頁 - 星光伴我行
- 亞洲電視官方網頁 - 星光伴我行II